# حقوق بث كأس العالم 1998
قرر الاتحاد الدولي لكرة القدم بيع حقوق بث مباريات بطولة كأس العالم لكرة القدم 1998 حسب التالي.
| الدولة | القناة | المصدر |
| --- | --- | --- |
| قائمة الدول - الجزائر - البحرين - جزر القمر - جيبوتي - مصر - العراق - الأردن - الكويت - لبنان - سلطنة عمان - Palestinian Authority - ليبيا - موريتانيا - المغرب - قطر - K.S.A. - الصومال - السودان - سوريا - تونس - U.A.E. - اليمن | تلفزيون كبلي/تلفزيون فضائي(الدفع): شبكة أوربت الاعلامية، شبكة راديو وتلفزيون العرب تلفزيون فضائي: التلفزيون السعودي، تونس 7، كنال ألجيري | تلفزيون كبلي/تلفزيون فضائي(الدفع): شبكة أوربت الاعلامية، شبكة راديو وتلفزيون العرب تلفزيون فضائي: التلفزيون السعودي، تونس 7، كنال ألجيري |
| فرنسا | البث الأرضي: تي إف 1, تلفزيون فرنسا تلفزيون كبلي(الدفع): كنال بلوس و يوروسبورت | البث الأرضي: تي إف 1, تلفزيون فرنسا تلفزيون كبلي(الدفع): كنال بلوس و يوروسبورت |
| المغرب | البث الأرضي: الشركة الوطنية للإذاعة والتلفزة | البث الأرضي: الشركة الوطنية للإذاعة والتلفزة |
| جنوب أفريقيا | البث الأرضي: هيئة الاذاعة الجنوب إفريقية | البث الأرضي: هيئة الاذاعة الجنوب إفريقية |
| النرويج | البث الأرضي (pay): القناة 2 تلفزيون فضائي (الدفع): فياسات | البث الأرضي (pay): القناة 2 تلفزيون فضائي (الدفع): فياسات |
| اليابان | البث الأرضي: هيئة الإذاعة اليابانية (22 مباراة), تلفزيون اليابان (5 مباريات), تلفزيون فوجي (5 مباريات), طوكيو برودكاستنغ سيستم (5 مباريات), تلفزيون أساهي (4 مباريات), تلفزيون طوكيو (3 مباريات) تلفزيون فضائي(الدفع): سكاي بيرفكت (كل المباريات)                                                                                      | البث الأرضي: هيئة الإذاعة اليابانية (22 مباراة), تلفزيون اليابان (5 مباريات), تلفزيون فوجي (5 مباريات), طوكيو برودكاستنغ سيستم (5 مباريات), تلفزيون أساهي (4 مباريات), تلفزيون طوكيو (3 مباريات) تلفزيون فضائي(الدفع): سكاي بيرفكت (كل المباريات)                                                                                      |
| إيطاليا | البث الأرضي: راي (مباراة واحدة في اليوم) تلفزيون فضائي (الدفع): سكاي إيطاليا (كل المباريات) | البث الأرضي: راي (مباراة واحدة في اليوم) تلفزيون فضائي (الدفع): سكاي إيطاليا (كل المباريات) |
| تركيا | البث الأرضي: مؤسسة الإذاعة والتلفزيون التركية | البث الأرضي: مؤسسة الإذاعة والتلفزيون التركية |
| المملكة المتحدة | البث الأرضي: - بي بي سي (31 مباراة + تغطية المباراة النهائية بالاشتراك مع آي تي في) - التلفزيون المستقل ( (جنوب) التلفزيون المستقل 1, (الشمال والوسط) إس تي في, يو تي في)(32 مباراة +تغطية المباراة النهائية بالتشارك مع هيئة الإذاعة البريطانية) تلفزيون كبلي/تلفزيون فضائي(الدفع): يوروسبورت، إي إس بي إن المملكة المتحدة (الملخصات) | البث الأرضي: - بي بي سي (31 مباراة + تغطية المباراة النهائية بالاشتراك مع آي تي في) - التلفزيون المستقل ( (جنوب) التلفزيون المستقل 1, (الشمال والوسط) إس تي في, يو تي في)(32 مباراة +تغطية المباراة النهائية بالتشارك مع هيئة الإذاعة البريطانية) تلفزيون كبلي/تلفزيون فضائي(الدفع): يوروسبورت، إي إس بي إن المملكة المتحدة (الملخصات) |
| الولايات المتحدة | بالإنجليزية: البث الأرضي: هيئة الإذاعة الأمريكية (10 مباريات) تلفزيون كبلي/تلفزيون فضائي(الدفع): إي إس بي إن (54 مباريات) بالإسبانية: البث الأرضي: أونيفيجن (56 مباراة), تيليفيوتشورا (8 مباريات) و تيلموندو (20 مباراة) تلفزيون كبلي/تلفزيون فضائي(الدفع): غالافيجن (الملخصات)                                                        | بالإنجليزية: البث الأرضي: هيئة الإذاعة الأمريكية (10 مباريات) تلفزيون كبلي/تلفزيون فضائي(الدفع): إي إس بي إن (54 مباريات) بالإسبانية: البث الأرضي: أونيفيجن (56 مباراة), تيليفيوتشورا (8 مباريات) و تيلموندو (20 مباراة) تلفزيون كبلي/تلفزيون فضائي(الدفع): غالافيجن (الملخصات)                                                        |
| روسيا | البث الأرضي: القناة الأولى (26 مباراة), شركة بث إذاعة وتلفزيون كل روسيا الحكومية (38 مباراة) | البث الأرضي: القناة الأولى (26 مباراة), شركة بث إذاعة وتلفزيون كل روسيا الحكومية (38 مباراة) |